# 삭발례

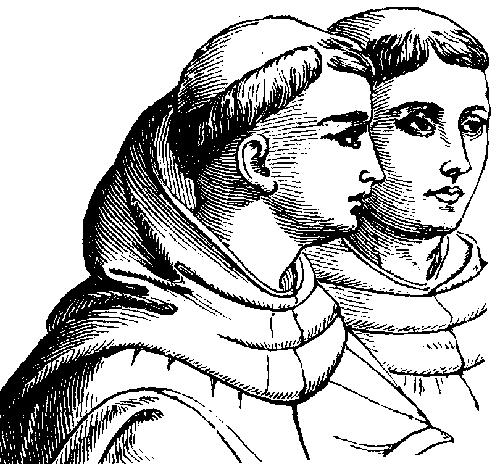
로마식 삭발

삭발례(削髮禮, 영어: tonsure)는 종교적 신념이나 겸손을 나타내는 표시로서 두피의 머리카락 전체 또는 일부를 자르거나 미는 예절이다. 이 용어의 유래는 (털을) 자르다 또는 깎다는 뜻의 라틴어 톤수라(tōnsūra)로, 중세 로마 가톨릭교회의 특별한 예절을 가리켰으나 1972년 교황의 명령에 따라 폐지되었다. 그러나 일부 전통 수도회에서는 교황의 허락을 받아 여전히 전통적인 삭발례를 고수하는 곳도 있다. 동방 정교회에서도 새로 세례받은 신자들을 대상으로 머리카락을 자르는 예절을 하며, 불교에서도 수련자나 승려가 삭발을 한다.

## 기독교
로마 가톨릭교회의 수사의 머리 모양으로서 알려져 하치권을 한 것 같은 형태에 두발을 남겨, 그 이외의 두정부 및 측두부에서 후두부로 걸쳐를 깎는. 제2차 바티칸 공의회 무렵부터 이 습관은 쓸모없게 되기 시작해 1972년에는 공식으로 폐지됐다. 이 머리 모양의 유래는 불명하지만, 책형된 예수 그리스도가 십자가 위에서 머리에 씌여지고 있었다고 여겨지는 가시의 관을 본뜨고 있다고도 말해진다.
수도사의 삭발과는 다르지만, 일찍이 사제가 될 때, 뒤 머리카락을 2-3cm 정도 가위로 둥글고 예리 취하는 일도 서품의 의식으로서 있었다.
정교회의 수도사에게는 두발을 깎는 습관은 없고, 오히려 머리카락을 펴는 습관이 있다.

## 같이 보기
- 베네딕도 규칙서
- 수도원주의
- 수도회